# 2008년 대한민국의 영화 목록
다음은 2008년에 개봉됐던 대한민국의 영화 목록이다.

## 목록
- 1724 기방난동사건
- 4요일: 자살을 부르는 요일
- 6년째 연애중
- GP 506
- way home
- 가루지기
- 가벼운 잠
- 감독들, 김기영을 말하다
- 강철중: 공공의 적 1-1
- 걸스카우트
- 경축! 우리사랑
- 고고 70
- 고死 : 피의 중간고사
- 과거는 낯선 나라다
- 과속스캔들
- 궤도
- 귀로
- 그 남자의 책 198쪽
- 그녀는 예뻤다
- 그녀들의 이야기를 만나다 2
- 기다리다 미쳐
- 길
- 나 홀로 집에
- 나도 모르게
- 나비두더지
- 나의 노래는
- 나의 스캔들
- 나의 친구, 그의 아내
- 날나리 종부전
- 남성의 증명
- 내 사랑 유리에
- 내부순환선
- 냉장고나라 코코몽
- 눈에는 눈 이에는 이
- 뉴코아 이랜드 투쟁 보고서
- 님은 먼 곳에
- 다찌마와리
- 달려라 자전거
- 달콤한 거짓말
- 당신이 잠든 사이에
- 대한이, 민국씨
- 더 게임
- 도레미파솔라시도
- 동거, 동락
- 동굴 속의 애욕
- 동백아가씨
- 두 개의 눈을 가진 아일랜드
- 뜨거운 것이 좋아
- 라듸오 데이즈
- 로맨틱 아일랜드
- 리튼
- 마이 뉴 파트너
- 마지막 밥상
- 마지막 선물
- 맨데이트 : 신이 주신 임무
- 멋진 그녀들
- 멋진 하루
- 모던보이
- 무림여대생
- 무방비도시
- 미쓰 홍당무
- 미안하다 독도야
- 미인도
- 미지와의 조우
- 바보
- 밤과 낮
- 방문자
- 방울토마토
- 버스타기
- 번개아텀
- 보.가.잊
- 불나비
- 비몽
- 비스티 보이즈
- 사과
- 사랑과 전쟁:열두 번째 남자
- 새로운 만남
- 색다른 동거
- 서양 골동 양과자점 앤티크
- 서울이 보이냐
- 서유,이제 시작이다
- 설레임
- 셀마의 단백질 커피
- 소년, 소년을 만나다
- 소년감독
- 소년은 울지 않는다
- 소리아이
- 쇼킹패밀리
- 숙명
- 순정만화
- 쉿! 그녀에겐 비밀이에요
- 슈퍼맨이었던 사나이
- 스페어
- 슬리핑 뷰티
- 신기전
- 쌍화점
- 아기와 나
- 아내가 결혼했다
- 아르헨티나여, 나를 위해 울어주나요?
- 아름답다
- 아버지와 마리와 나
- 아스라이
- 아파트
- 안녕? 허대짜수짜님!
- 애니충격 감독열전-희로애락 블루스
- 애심-그의 노래
- 어느날 그 길에서
- 어린 왕자
- 언니
- 에로틱 번뇌 보이
- 여기보다 어딘가에
- 여름, 속삭임
- 여섯 빛깔 무지개
- 여정
- 연인들
- 영화는 영화다
- 외톨이
- 용서, 그 먼 길 끝에 당신이 있습니까
- 우리 생애 최고의 순간
- 우린 액션배우다
- 울학교 이티
- 원스 어폰 어 타임
- 이리
- 작가를 만나다
- 작별
- 잘못된 만남
- 저항의 길
- 전투의 매너
- 젊은 영화제
- 점입가경
- 좋은 놈, 나쁜 놈, 이상한 놈
- 중경
- 천막
- 초감각 커플
- 추격자
- 크로싱
- 트럭
- 필승 Ver1.0 주봉희
- 하늘을 걷는 소년
- 한여름 밤의 악몽
- 해바라기 가족
- 해피투게더
- 허밍
- 흑심모녀
- 힐링 히스토리-거류
- 힐링 히스토리-돌 속에 갇힌 말
- 힐링 히스토리-숨결
- 힐링 히스토리-이반검열 1+2

## 참고 자료
- KOFIC 영화데이터베이스